# Леканія
Леканія (Lecania) — рід лишайників родини Ramalinaceae. Назва вперше опублікована 1853 року.

## Гелерея

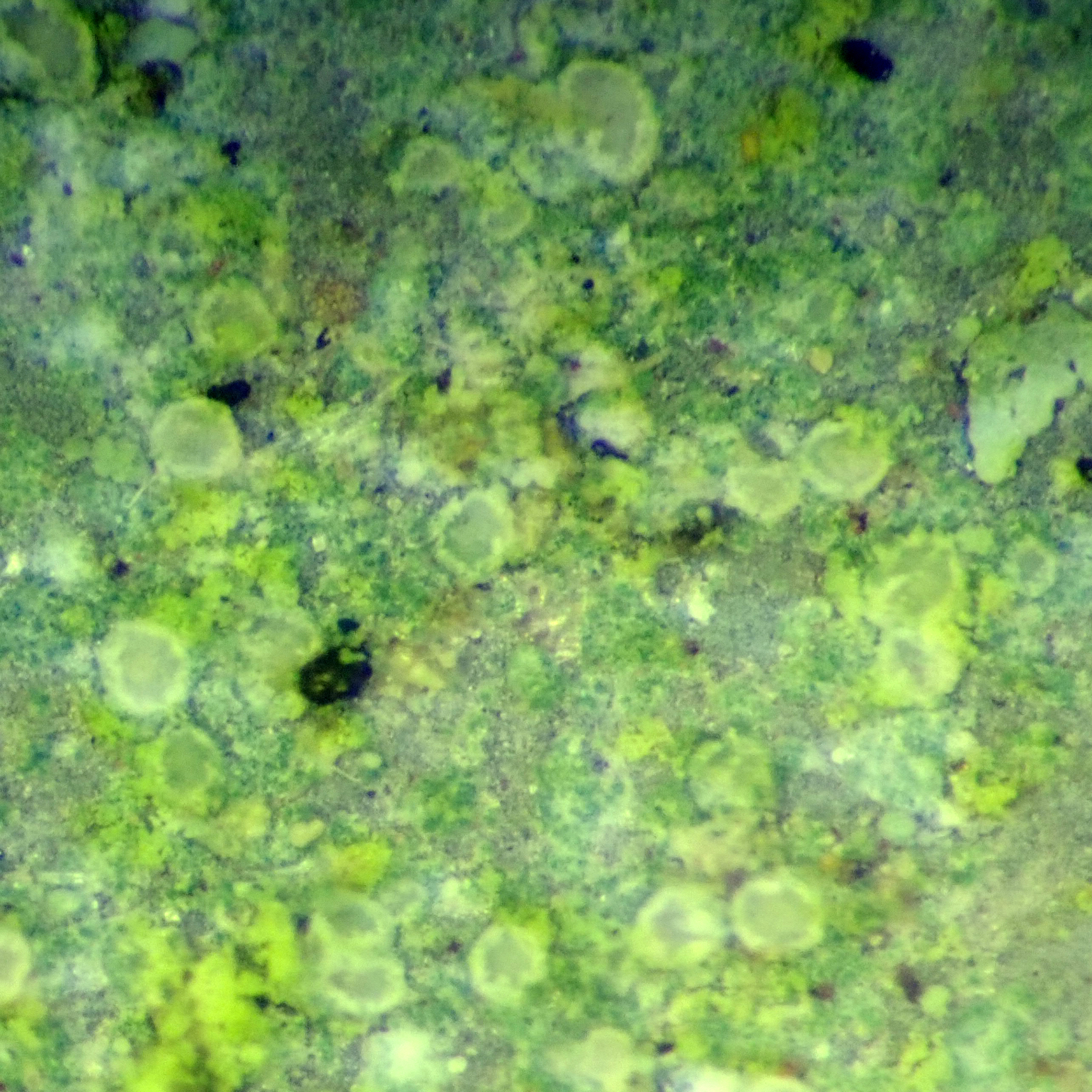
Lecania erysibe
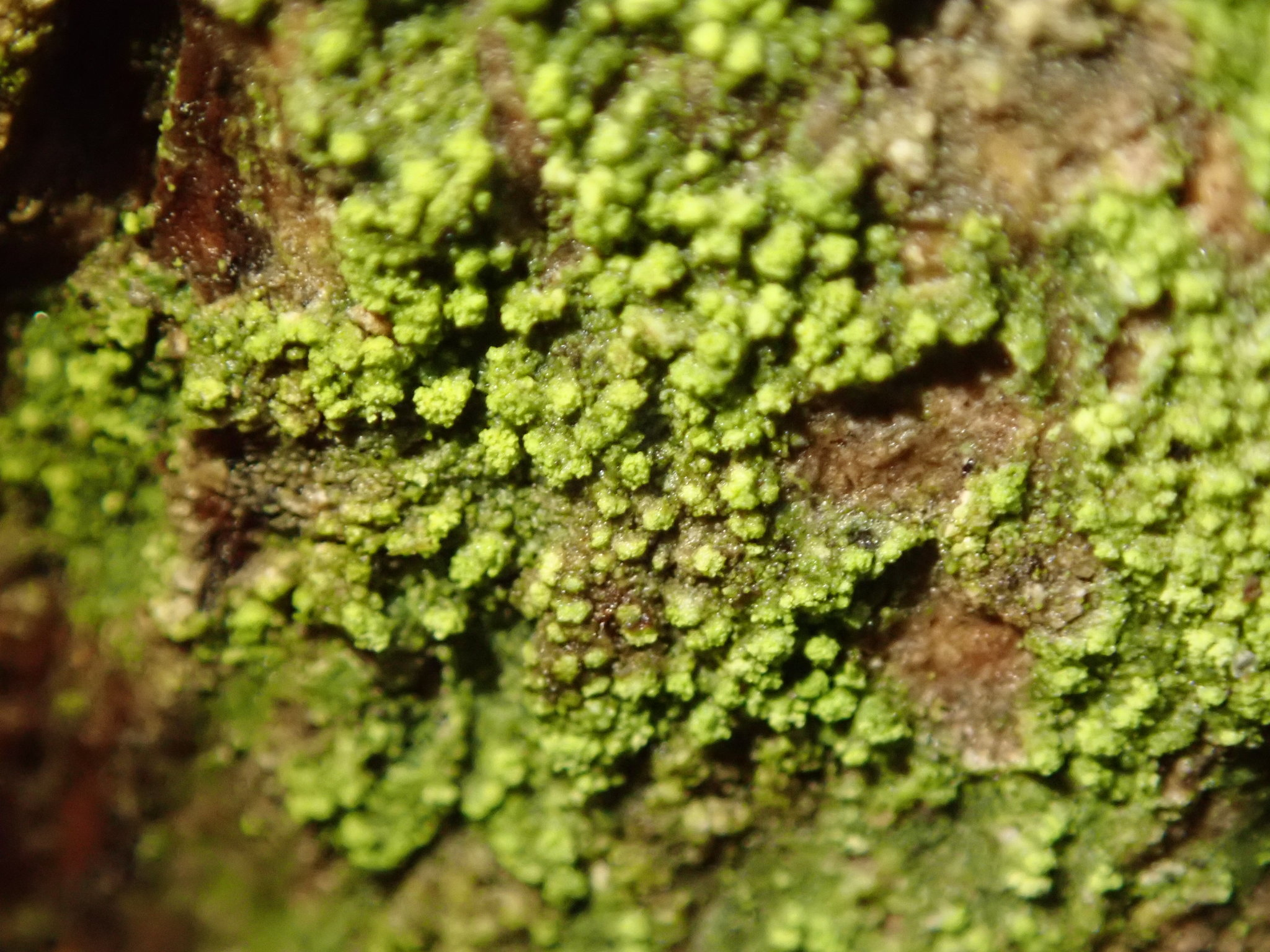
Lecania croatica
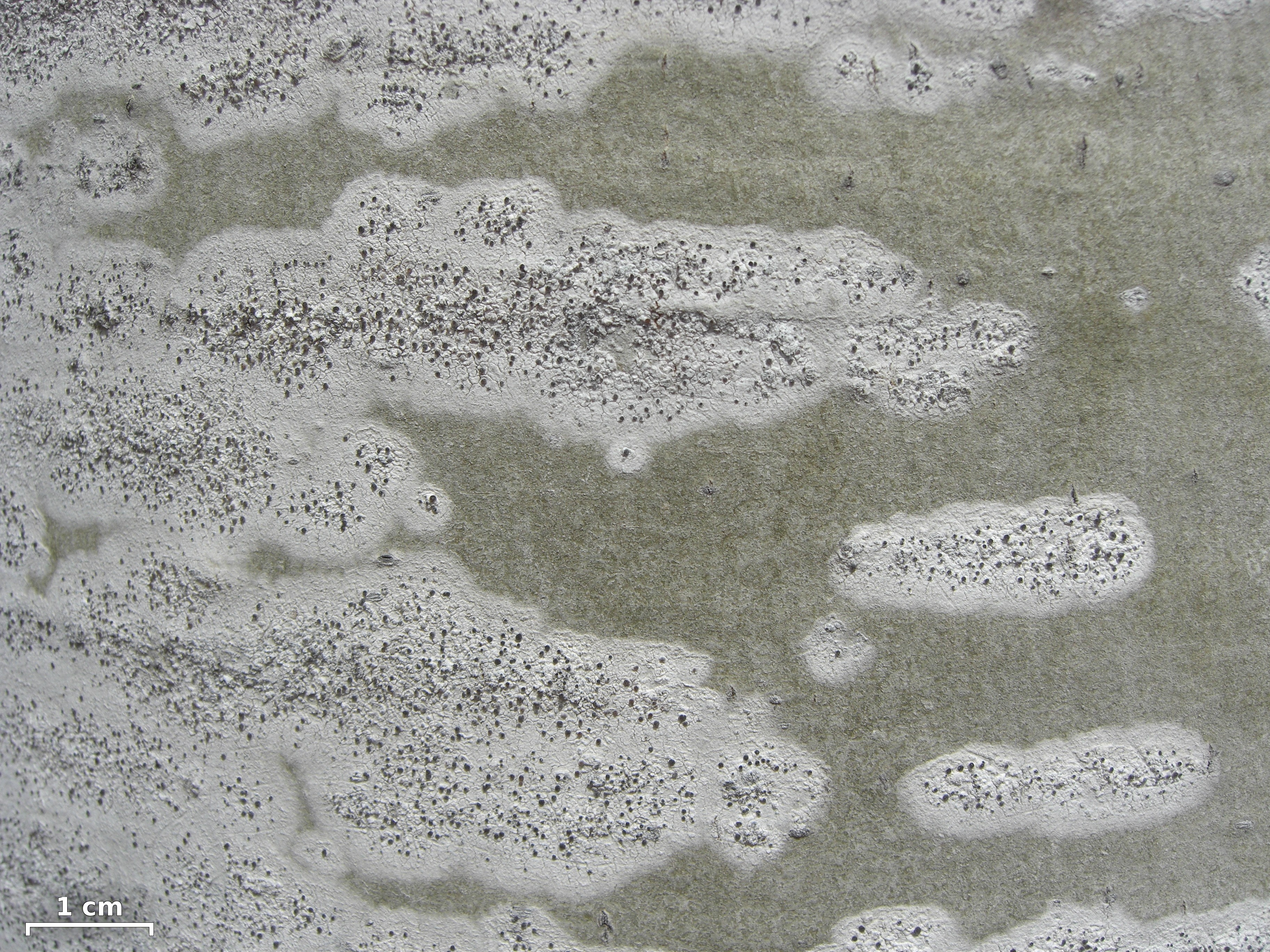
Lecania dubitans